# شبه‌جزیره ایتالیا

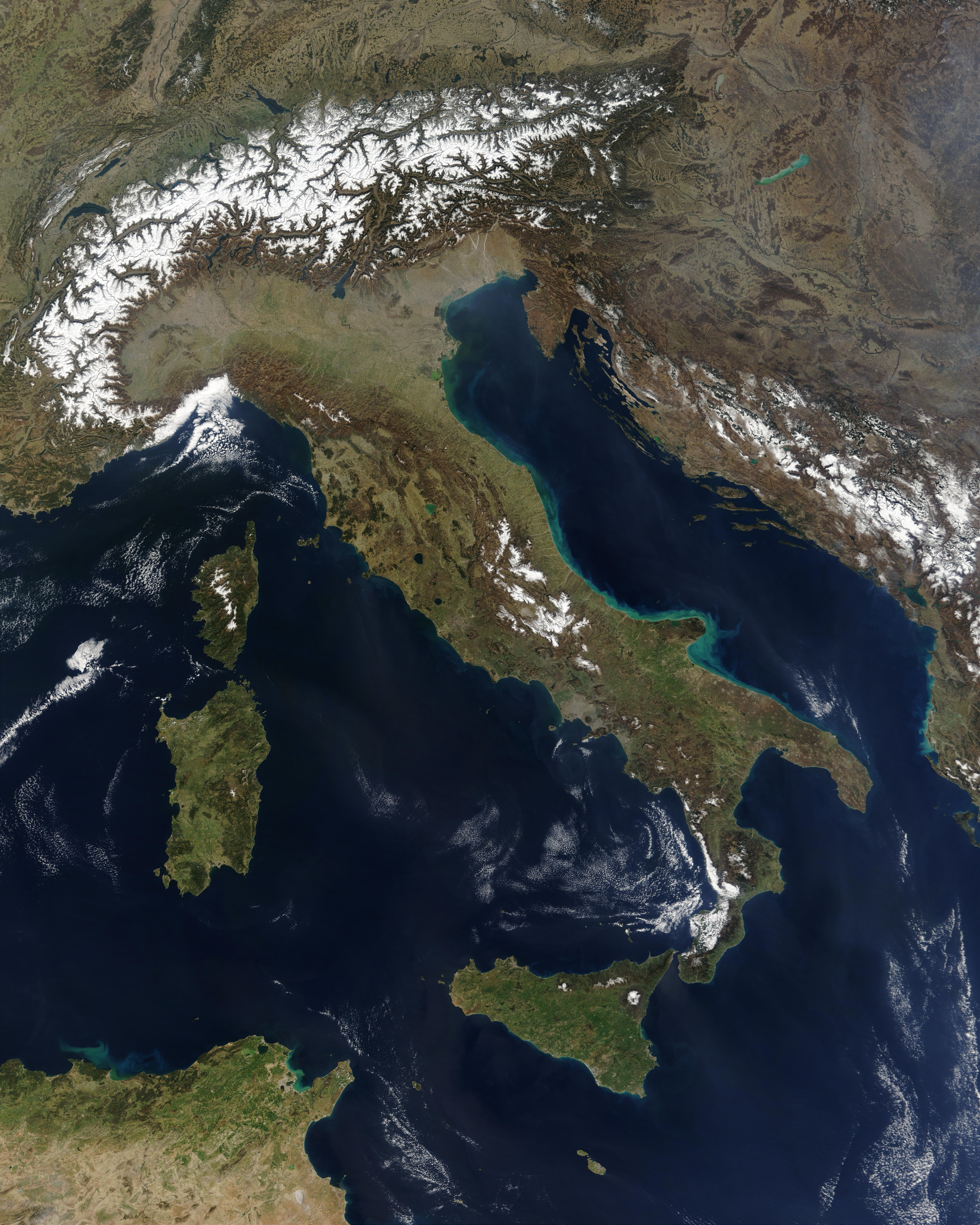
تصویر ماهواره‌ای شبه‌جزیره ایتالیا در بهار

شبه‌جزیره ایتالیا (ایتالیایی: Penisola italiana) یکی از بزرگ‌ترین شبه جزیره‌های اروپا و یکی از سه شبه‌جزیره اروپای جنوبی به همراه ایبری و بالکان است که حد فاصل دریای مدیترانه و دره آپو در جنوب رشته کوهای آلپ قرار دارد. از غرب با دریای تیرنه، از جنوب با دریای ایونی و از شرق با دریای آدریاتیک مرز دارد.
نقشه این شبه جزیره شکلی مانند چکمه می‌باشد. مالت و سیسیل را به لحاظ جغرافی جزئی از آن می‌دانند.
به‌طور کلی بدون احتساب جزایر اطراف، شبه‌جزیره ایتالیا سه کشور را شامل می‌شود:
- ایتالیا، که ۹۰٪ شبه‌جزیره را در بر می‌گیرد.
- سان مارینو که توسط خاک ایتالیا احاطه شده.
- واتیکان که داخل شهر رم قرار دارد.